# TV 아사히 목요일 밤 9시 드라마
TV 아사히 목요드라마(木曜ドラマ)는 TV 아사히 계열에서 매주 목요일 21:00의 드라마이다.

## 개요
1971년 10월에 목요일 22시대부터 목요일 21시대로 이동했다"내셔널 골든 극장 → 골든 극장"틀이 1981년 9월로써 종료. 그리고 목요일 21시대는 해외 드라마 《댈러스》가 개시되었는데, 3개월 후의 1982년 1월부터 목요일 22시대로 이동. 그리고 원래 드라마 틀이 되어온 목요일 22시대와 뒤바뀐 형태로 목요일 21시 대의 드라마 테두리가 재개된다.
1983년 10월부터는 〈목요일 9시의 여자〉이라는 제목으로 1개월 반씩의 단편을 방송, 그리고 1985년 4월보다 리뉴얼하고 목요일 드라마라고 칭하고, 1쿠르별 작품을 방송하게 되었지만, 1985년 10월 뉴스 스테이션 신설에 따른 그동안 수요 22시대에 방송하던 〈특수 최전방〉이 이 시간에 이동, 〈목요일 드라마〉는 일단 막을 내린다.
《특수 최전방》 종료 후 1987년 4월보다 1986년 10월부터 월요일 21시대에 방영되고 있었다. 〈월요일 드라마 9〉라는 1,3회째의 단편 시리즈 틀을 잇는 형태로 〈드라마 21〉이 시작. 1987년 10월-1988년 3월은 1~3회째의 단편 시리즈" 방자한 여자 시리즈", 1988년 4월-9월에는 특히 시리즈 이름은 없으며, 《비트 다케시의 아사쿠사 키드》 등으로 대표되는 1작품 1개월 안팎의 다양한 드라마군을 방송. 그리고 1988년 10월부터는 "시리즈가 "이라는 제목으로 각 작품 실제 거리를 테마로 한 작품을 방송. 1990년 1월까지 롱런이 됐다.
그 뒤 드라마 테두리로 전향. 1991년 1월부터는 주로 《일곱명의 여자 변호사》와 《법 의학 교실 사건 파일》 등으로 대표되는 미스터리지만 작품에 노선 변경, 한때는 시청률은 높았지만 1993년 이후에는 시청률 떨어지는 내서 왔다.
1994년 4월에 다시 리뉴얼 후, 미스터리 작품의 빈도를 줄이는 것이나 홈 드라마 등의 일반적인 드라마를 주축으로 변경했다. 《가정부가 봤어!》, 《맛의 달인》, 《사랑의 기적》 등의 히트작이 태어났지만, 칸토 지구에서 평균 시청률이 1자릿수의 드라마가 많았다. 그러나 2003년 이후 《TRICK》, 《검은 가죽의 수첩》, 《키쿠지로와 사키》 등 15%에 머물고 있는 드라마가 늘고 있고 장년층을 겨냥한 《황혼 이혼》이나 프리랜서 여자 외과 의사인 활약을 그린 《닥터-X~외과의사·다이몬 미치코~》, 다카시마 마사노부의 괴연에서 유명한 《DOCTORS~최강의 명의》의 속편인 《DOCTORS2, 최강의 명의》는 20%을 넘어섰다. 또한 《닥터-X~외과의사·다이몬 미치코~》의 제3시리즈에서는 전편에서 20%를 넘어섰다.
그러나 2006년 《시모키타 선 데이즈》의 중단 이후에는 인기를 끈 《키쿠지로와 사키》의 새 시리즈와 금요일 나이트 드라마 틀에서 인기를 끈 《특명 계장 타다노 히토시》의 제4시리즈를 방송해도 심야 시대보다 훨씬 숫자를 떨어뜨리는 결과가 되었다. 그 후 2009년 7월기의 《단디·대디?, 연애 소설가 이자키 류노스케》는 전편 1자릿수로 침체, 《엔젤 뱅크~전직대리인》도 첫회부터 1자리로, 4%대로 떨어뜨리등 고전하고 있었다. 이후에는 《동창회~러브 어게인 증후군》, 《나사케의 여자》, 《DOCTORS~최강의 명의》 등 전편 2자릿수를 유지하는 작품부터 《강철의 여자 Season2》와 《성스러운 괴물들》 등 평균이 한 자릿수의 작품도 있는 등 작품별로 차이가 있었지만 2012년 10월에 방송된 《닥터-X~외과의사·다이몬 미치코~》, 이후는 다시 평균 15%를 넘는 작품이 늘어나기 시작했다.
- 연속 진행 시리즈 작품
  - 《닥터-X~외과의·다이몬 미치코~》:（2012년 ~ 7시리즈, 주연: 요네쿠라 료코）
  - 《긴급 취조실》:（2014년 ~ 4시리즈, 주연: 다나카 테츠시, 아마미 유키）
  - 《BG~신변경호인~》:（2018년 ~ 2시리즈, 주연: 기무라 타쿠야）

- 종료된 시리즈
  - 《DOCTORS 최강의 명의》:（2011년 ~ 2015년 / 전 3시리즈, 주연: 사와무라 잇키）
  - 《강철의 여자》:（2010년 ~ 2011년 / 전 2시리즈, 주연: 키치세 미치코）
  - 《교섭인 ~THE NEGOTIATOR~》:（2008년 ~ 2009년 / 전 2시리즈, 주연: 요네쿠라 료코）
  - 《7명의 여자 변호사》:（2006년 ~ 2008년 / 전 2시리즈, 주연: 샤쿠 유미코）
  - 《키쿠지로와 사키》:（2003년 ~ 2007년 / 전 3시리즈, 주연: 진나이 타카노리）
  - 《아지이치몬메》:（1995년 ~ 1996년 / 전 2시리즈, 주연: 나카이 마사히로）

## 작품 소개

### 1980년대
1985년
- 《어두워지기 사춘기》
- 《아들이 애인》
- 《미혼의 여의사의 진찰실》
- 《엄마, 큰일이다!》

1987년
- 《녀자카리 남자 친구》
- 《OL시리즈》
- 《41세 주부 광의 여대생》
- 《직장 아내 vs 가정 부인 화려한 여자의 싸움》
- 《아내와 남편의 위험한 놀이》
- 《남자와 여자, 궁극의 불량 이야기》
- 《매혹되어 두 여행》
- 《설렘 미혼 시절》
- 《미인 모녀 세 사람, 그런 화려한 결혼 사기》
- 《내 맘 파트너·이혼 커플의 동거 이야기》
- 《고부·오기까지 있어 다이어트 전쟁》

1988년
- 《깨달으면 여자 삼십 중반》
- 《침대의 동화》
- 《오치아이 부부의 악처 그래서 남편은 뻗다》
- 《설국 온천으로 사랑이 내린다》
- 《아오야마 러브 로이 이야기》
- 《사랑은 언제나 아만도 핑크》
- 《옆의 미망인과 이상한 두 사람》
- 《비트 다케시의 아사쿠사 키드》
- 《피서지의 고양이》
- 《큰길로 빠져지도》
- 《면영교·꿈》륜》
- 《겨울의 다리 그대를 사랑스럽게 생각 날이야》

1989년
- 《꿈 운하》
- 《걸프대로 천사들》
- 《문제의 교사》
- 《후 타코타 마가와, 토도 로키 주점》
- 《속고 사랑 받고 싶어》
- 《따끈따끈한 빵집》
- 《장난감을 가진 어른들》
- 《교칙》
- 《롯폰기 스캔들》
- 《행복의 검은 꼬리》
- 《꿈에 본 날들》

### 1990년대
1990년
- 《강은 울고있다》
- 《번데기 광경》
- 《코엔지 순정 상점가》
- 《자유의 언덕에 내가 남은》
- 《아름다운 거짓말 붙여 있습니까》
- 《내가 바다까지 흘려》
- 《꽃의 계절》
- 《도쿄만 블루스》
- 《여자의 적은 남자의 적》
- 《겨울 오기 전에》

1991년
- 《일곱 여자 변호사》(주연:카쿠 치카코)
- 《게이샤 코하루의 화려한 모험》주연:미야모토 노부코)
- 《외과병동 여의사의 사건 파일》(주연:코테가와 유코→나카하라 리에)
- 《일곱 여자 변호사II》(주연:카쿠 치카코)

1992년
- 《자정은 다른 얼굴》(원작:시드니 셸던 주연:쿠로키 히토미)
- 《여자 사건기자 타치바나 케이코》(주연:사이토 유키)
- 《법의학 교실의 사건 파일》(제1시리즈)(주연:나토리 유코)
- 《대공항'92~사랑의 여행~》(주연:우에키 히토시)

1993년
- 《일곱 여자 변호사III》(주연:카쿠 치카코)
- 《세일즈 레이디는 무엇을 봤다》(주연:키시모토 카요코)
- 《법의학 교실의 사건 파일》(제1시리즈)(주연:나토리 유코)
- 《여자 검사 수사 파일》(주연:사와구치 야스코)

1994년
- 《신공항 이야기》(주연:우에키 히토시)
- 《그와 그녀의 사정》(주연:토키토 사부로, 미나미 카호)
- 《대가족 드라마 며느리가 나설》(주연:사와구치 야스코)
- 《엄마의 침대에 계십니다》(주연:카자마 토오루)

1995년
- 《아지이치몬메》(제1시리즈)(원작:아베 젠타・쿠라타 요시미 주연:나카이 마사히로)
- 《우리 어머니이지만 ...》(주연:히사모토 마사미)
- 《외과의 히이라기마타 사부로(제1시리즈)》(주연:하기와라 켄이치)
- 《Miss 다이아몬드》(주연:세토 아사카)

1996년
- 《아지이치몬메》(제2시리즈)(원작:아베 젠타・쿠라타 요시미 주연:나카이 마사히로)
- 《불꽃의 소방대》(주연:나카무라 토오루, 아즈마 미키히사)
- 《소아 병동 생명의 계절》(주연:나카타니 미키)
- 《외과의 히이라기마타 사부로》(제2시리즈)(주연:하기와라 켄이치)

1997년
- 《흐름 판 일곱》(원작:규 지로・카사 타로 주연:미즈타니 유타카)
- 《최고의 식탁》(주연:아카이 히데카즈)
- 《보디가드》(주연:나가부치 츠요시)
- 《가정부는 봤다!》(주연:이치하라 에츠코)

1998년
- 《너무 사랑 않아 좋았다》(원작:우치다테 마키코 주연:히가시야마 노리유키, 료)
- 《처절! 며느리 시어머니 전쟁 나찰의 집》(원작:이데 치카에 주연:카토 노리코, 야마모토 요코)
- 《여자 교사》(주연:다카시마 레이코)
- 《외과의 나츠메 산시로》(주연:나이토 타케시)

1999년
- 《뉴스캐스터 카스미 레이코》(주연:카쿠 치카코)
- 《사랑의 기적》(원작:모리타 유코 주연:하즈키 리오나, 칸노 미호)
- 《꼭대기》(원작:만리 무라나카 주연:사카이 마키)
- 《연애 사기꾼》(원작:미우라 히로코 주연:시이나 킷페이)

### 2000년대
2000년
- 《연애중독》(원작:야마모토 후미오 주연:야쿠시마루 히로코)
- 《어나더 헤븐 ~eclipse~》(원작:이이다 죠지・아즈사 카와히토 주연:오오사와 타카오)
- 《츠구미에... ~작은 생명을 잊지 ~》(주연:츠루타 마유, 나카무라 토오루)
- 《스타일!》(주연:모토키 마사히로)

2001년
- 《너의 유키치가 울고있다》(주연:히가시야마 노리유키)
- 《R-17》(원작:모모치 레이코 주연:나카타니 미키)
- 《빙점2001》(원작:미우라 아야코 주연:아사노 유코, 스에나가 하루카)
- 《마지막 가족》(원본:무라카미 류 주연:카나코 히구치)

2002년
- 《혼외연애》(주연:나가사쿠 히로미)
- 《잠못드는 밤을 안고》(원작:노자와 히사시 주연:자이젠 나오미)
- 《사토라레》(원작:사토 마코토 주연:츠루타 마유, 오다기리 죠)
- 《체포하라》(원작:후지시마 코스케 주연:하라 사치에, 이토 미사키)

2003년
- 《사랑 싸움!》(주연:혼죠 마나미)
- 《동물병원 선생님》(원작:사사키 노리코 주연:요시자와 히사시)
- 《키쿠지로와 사키》(제1시리즈)(원작:비토 타케시 주연:진나이 타카노리, 무로이 시게루)
- 《트릭3》(주연:나카마 유키에, 아베 히로시)

2004년
- 《에이스를 노려라!》(원작:야마모토 스미카 주연:우에토 아야)
- 《전지가 끊어 질 때까지》(원작:스즈란노 카이・미야모토 마사시 주연:자이젠 나오미)
- 《미나미군의 연인》(원작:우치다 슌기쿠 주연 : 니노미야 카즈나리, 후카다 쿄코)
- 《검은 가죽 수첩》(원작:마츠모토 세이쵸 주연:요네쿠라 료코)

2005년
- 《부호형사》(원작:츠츠이 야스타카 주연: 후카다 쿄코)
- 《어택 No.1》(원작:우라노 치카코 주연: 우에토 아야)
- 《키쿠지로와 사키》(제2시리즈)(원작:비토 타케시 주연:진나이 타카노리, 무로이 시게루)
- 《황혼이혼》(주연:와타리 테츠야)

2006년
- 《야수의 길》(원작:마츠모토 세이쵸 주연:요네쿠라 료코, 나카무라 토오루)
- 《7 명의 여자 변호사》(제1시리즈)(주연:샤쿠 유미코)
- 《시모키타 선데이즈》(원작:이시다 이라 주연:우에토 아야)
- 《다멘즈을》(원작:쿠라타 마유미 주연:후지와라 노리카, 야마다 유)

2007년
- 《대단한 곳에 시집 버렸다!》(원작:마키무라 키미코 주연:나카마 유키에)
- 《호텔리어》(원작:MBC 강은경 주연:우에토 아야)
- 《키쿠지로와 사키》(제3시리즈)(원작:비토 타케시 주연:진나이 타카노리, 무로이 시게루)
- 《맛있는 밥 가마쿠라 카스가이 쌀 매장》(주연:와타리 테츠야)

2008년
- 《교섭인 ~THE NEGOTIATOR~》(주연:요네쿠라 료코)
- 《7명의 여자 변호사》(제2시리즈)(주연:샤쿠 유미코)
- 《네 거짓말》(원작:오오이시 시즈카 주연:나가사쿠 히로미)
- 《소아구명》(주연:코니시 마나미)

2009년
- 《특명계장 타다노 히토시》(4th 시리즈)(원작:야나기사와 키미오 주연:타카하시 카츠노리)
- 《야광의 계단》(원작:마츠모토 세이쵸 주연:후지키 나오히토)
- 《댄디 대디? ~연애소설가 이자키 류노스케~》(주연:타치 히로시)
- 《교섭인 ~THE NEGOTIATOR~2》(주연:요네쿠라 료코)

### 2010년대
2010년
- 《엔젤 뱅크 ~ 전직대리인》(원작:미타 노리후사 주연:하세가와 쿄코)
- 《동창회 ~러브 어게인 증후군》(주연:쿠로키 히토미, 타카하시 카츠노리, 사이토 유키, 미카미 히로시)
- 《케이조쿠 ~ 경시청 미해결 사건 전담 연속 수사반》(주연:기무라 요시노)
- 《나사케의 여자 ~국세국사찰관~》(주연:요네쿠라 료코)

2011년
- 《고발 ~국선변호인》(주연:타무라 마사카즈, 마야 미키, 아이부 사키, 하시즈메 이사오)
- 《강철의 여자 season2》 (원작:후카야 카호루 주연:키치세 미치코)
- 《햇빛은 또 오른다》(주연:사토 코이치, 마야 미키, 사이토 유키)
- 《DOCTORS 최강의 명의》(주연:사와무라 잇키)

2012년
- 《성스러운 괴물들》(원작:카와하라 렌 주연:오카다 마사키)
- 《W의 비극》(원작:나츠키 시즈코 주연:타케이 에미)
- 《유류수사》(제2시리즈)(주연:카미카와 타카야)
- 《닥터-X~외과의·다이몬 미치코~》(주연:요네쿠라 료코)

2013년
- 《중지 씨》(주연:쿠로키 히토미, 아이부 사키, 이시다 준이치)
- 《더블스 ~ 두 명의 형사》(주연:이토 히데아키, 사카구치 켄지)
- 《DOCTORS2 최강의 명의》(제2시리즈)(주연:사와무라 잇키)
- 《닥터-X~외과의·다이몬 미치코~》(제2시리즈)(주연:요네쿠라 료코)

2014년
- 《긴급취조실》(주연:아마미 유키, 다나카 테츠시)
- 《BORDER 경시청 수사 1과 살인범 수사 제4계》(원작:가네시로 가즈키 주연:오구리 슌)
- 《제로의 진실~감찰의·마츠모토 마오~》(주연:타케이 에미)
- 《닥터-X~외과의·다이몬 미치코~》(제3시리즈)(주연:요네쿠라 료코)

2015년
- 《DOCTORS3 최강의 명의(제3시리즈)》(주연:사와무라 잇키)
- 《아임 홈》(원작:이시자카 케이 주연:기무라 타쿠야)
- 《에이지 해러스먼트》(원작:우치다테 마키코 주연:타케이 에미)
- 《유산쟁족》(주연:무카이 오사무, 에이쿠라 나나)

2016년
- 《스페셜리스트》(주연:쿠사나기 츠요시, 아시나 세이)
- 《굿 파트너 무적의 변호사》(주연:타케노우치 유타카)
- 《처음 뵙겠습니다, 사랑합니다.》(주연:오노 마치코, 에구치 요스케)
- 《닥터-X~외과의·다이몬 미치코~(제4시리즈)》(주연:요네쿠라 료코)

2017년
- 《취활가족~분명, 잘 될 거야~》(주연:미우라 토모카즈)
- 《긴급취조실(시즌2)》(주연:아마미 유키, 다나카 테츠시)
- 《검은 가죽 수첩》(원작:마츠모토 세이쵸 주연:타케이 에미)
- 《닥터-X~외과의·다이몬 미치코~(제5시리즈)》(주연:요네쿠라 료코)

2018년
- 《BG~신변경호인~》(주연:기무라 타쿠야, 사이토 타쿠미)
- 《미해결 여자 경시청 문서 수사관》(원작:아마미 카즈시 주연:하루)
- 《하게타카》(원작:마야마 진 주연:아야노 고)
- 《리갈 V~전 변호사·타카나시 쇼코~》(주연:요네쿠라 료코)

2019년
- 《파견 점쟁이 아타루》(주연:스기사키 하나, 시다 미라이, 시손 준)
- 《긴급취조실(시즌3)》(주연:아마미 유키, 다나카 테츠시)
- 《싸인 -법의학자 유즈키 타카시의 사건-》(주연:오오모리 나오)
- 《닥터-X~외과의·다이몬 미치코~(제6시리즈)》(주연:요네쿠라 료코)

### 2020년대
2020년
- 《형사와 검사 관할과 지검의 24시》(주연:키리타니 켄타, 히가시데 마사히로)
- 《BG~신변경호인~(제2장)》(주연:기무라 타쿠야, 사이토 타쿠미)
- 《미해결 여자 경시청 문서 수사관(시즌2)》(주연:하루)
- 《7인의 비서》(주연: 기무라 후미노, 에구치 요스케, 오오시마 유우코)

2021년
- 《무지개색 카르테》(주연: 타카하타 미츠키)
- 《벚꽃의 탑》(주연:타마키 히로시, 시이나 킷페이)
- 《긴급취조실(시즌4)》(주연:아마미 유키, 다나카 테츠시)
- 《닥터-X~외과의·다이몬 미치코~(제7시리즈)》(주연:요네쿠라 료코)

2022년
- 《이웃집 치카라》(주연: 마츠모토 준, 우에토 아야)
- 《미래를 향한 10초》(주연: 기무라 타쿠야, 우치다 유키)
- 《롯폰기 클라쓰》(주연:다케우치 료마, 아라키 유코 외 다수)
- 《더 트래블 너스》(주연: 오카다 마사키, 나카이 키이치 외 다수)

2023년
- 《경시청 아웃사이더》(주연: 니시지마 히데토시)

## 편성 정보
| 방송대상지역         | 방송국                      | 계열                                       | 방송시각             | 비고      |
| -------------------- | --------------------------- | ------------------------------------------ | -------------------- | --------- |
| 간토 광역권          | TV 아사히（EX）             | TV 아사히 계열                             | 목요일 21:00 - 21:54 | 제작국    |
| 홋카이도             | 홋카이도 TV 방송（HTB）     | TV 아사히 계열                             | 목요일 21:00 - 21:54 | 동시 편성 |
| 아오모리현           | 아오모리 아사히 방송（ABA） | TV 아사히 계열                             | 목요일 21:00 - 21:54 | 동시 편성 |
| 이와테현             | 이와테 아사히 TV（IAT）     | TV 아사히 계열                             | 목요일 21:00 - 21:54 | 동시 편성 |
| 아키타현             | 아키타 아사히 방송（AAB）   | TV 아사히 계열                             | 목요일 21:00 - 21:54 | 동시 편성 |
| 미야기현             | 히가시닛폰 방송（KHB）      | TV 아사히 계열                             | 목요일 21:00 - 21:54 | 동시 편성 |
| 야마가타현           | 야마가타 TV（YTS）          | TV 아사히 계열                             | 목요일 21:00 - 21:54 | 동시 편성 |
| 후쿠시마현           | 후쿠시마 방송（KFB）        | TV 아사히 계열                             | 목요일 21:00 - 21:54 | 동시 편성 |
| 니가타현             | 니가타 TV21（UX）           | TV 아사히 계열                             | 목요일 21:00 - 21:54 | 동시 편성 |
| 나가노현             | 나가노 아사히 방송（abn）   | TV 아사히 계열                             | 목요일 21:00 - 21:54 | 동시 편성 |
| 시즈오카현           | 시즈오카 아사히 TV（SATV）  | TV 아사히 계열                             | 목요일 21:00 - 21:54 | 동시 편성 |
| 이시카와현           | 호쿠리쿠 아사히 방송（HAB） | TV 아사히 계열                             | 목요일 21:00 - 21:54 | 동시 편성 |
| 주쿄광역권           | 나고야 TV 방송（NBN）       | TV 아사히 계열                             | 목요일 21:00 - 21:54 | 동시 편성 |
| 긴키 광역권          | 아사히 TV 방송（ABC）       | TV 아사히 계열                             | 목요일 21:00 - 21:54 | 동시 편성 |
| 히로시마현           | 히로시마 홈 TV（HOME）      | TV 아사히 계열                             | 목요일 21:00 - 21:54 | 동시 편성 |
| 야마구치현           | 야마구치 아사히 방송（yab） | TV 아사히 계열                             | 목요일 21:00 - 21:54 | 동시 편성 |
| 가가와현・오카야마현 | 세토나이카이 방송（KSB）    | TV 아사히 계열                             | 목요일 21:00 - 21:54 | 동시 편성 |
| 에히메현             | 에히메 아사히 TV（eat）     | TV 아사히 계열                             | 목요일 21:00 - 21:54 | 동시 편성 |
| 후쿠오카현           | 큐슈 아사히 방송（KBC）     | TV 아사히 계열                             | 목요일 21:00 - 21:54 | 동시 편성 |
| 나가사키현           | 나가사키 문화방송（NCC）    | TV 아사히 계열                             | 목요일 21:00 - 21:54 | 동시 편성 |
| 구마모토현           | 구마모토 아사히 방송（KAB） | TV 아사히 계열                             | 목요일 21:00 - 21:54 | 동시 편성 |
| 오이타현             | 오이타 아사히 방송（OAB）   | TV 아사히 계열                             | 목요일 21:00 - 21:54 | 동시 편성 |
| 가고시마현           | 가고시마 방송（KKB）        | TV 아사히 계열                             | 목요일 21:00 - 21:54 | 동시 편성 |
| 오키나와현           | 류큐 아사히 방송（QAB）     | TV 아사히 계열                             | 목요일 21:00 - 21:54 | 동시 편성 |
| 미야자키현           | TV 미야자키（UMK）          | KTV・FNS 계열 CTV・NTV 계열 TV 아사히 계열 | 월요일 21:00 - 21:54 | 지연 편성 |
| 후쿠이현             | 후쿠이 방송（FBC）          | CTV・NTV 계열 TV 아사히 계열               | 토요일 21:00 - 21:54 | 지연 편성 |